# Histopatologia zwierząt
Histopatologia zwierząt - dziedzina nauk weterynaryjnych zajmująca się badaniem mikroskopowych preparatów histopatologicznych, przede wszystkim pod kątem chorób zwierząt, które są spowodowane zmianami histopatologicznymi w tkankach.
Jedną z technik histopatologicznych jest badanie immunohistochemiczne, czy też badanie immunoenzymatyczne, które to badania polegają na swoistych zasadach barwienia preparatów lub - jak to jest w przypadku badania immunoenzymatycznego - na stosowaniu specjalnych enzymów podczas wykonywania tych preparatów.